# Episodi di Good Times (prima stagione)
La prima stagione della serie televisiva Good Times è stata trasmessa in anteprima negli Stati Uniti d'America dalla CBS tra l'8 febbraio 1974 e il 10 maggio 1974.
| nº | Titolo originale                | Titolo italiano | Prima TV USA     | Prima TV Italia |
| -- | ------------------------------- | --------------- | ---------------- | --------------- |
| 1  | Too Old Blues                   |                 | 8 febbraio 1974  |                 |
| 2  | Black Jesus                     |                 | 15 febbraio 1974 |                 |
| 3  | Getting Up the Rent             |                 | 22 febbraio 1974 |                 |
| 4  | God's Business Is Good Business |                 | 1º marzo 1974    |                 |
| 5  | Michael Gets Suspended          |                 | 8 marzo 1974     |                 |
| 6  | Sex and the Evans Family        |                 | 15 marzo 1974    |                 |
| 7  | Junior Gets a Patron            |                 | 22 marzo 1974    |                 |
| 8  | Junior the Senior               |                 | 29 marzo 1974    |                 |
| 9  | The Visitor                     |                 | 5 aprile 1974    |                 |
| 10 | Springtime in the Ghetto        |                 | 19 aprile 1974   |                 |
| 11 | The TV Commercial               |                 | 26 aprile 1974   |                 |
| 12 | The Check Up                    |                 | 3 maggio 1974    |                 |
| 13 | My Son, the Lover               |                 | 10 maggio 1974   |                 |